# Never Be the Same Again
Never Be the Same Again is de derde single afkomstig van Melanie C's debuutalbum Northern Star en haar eerste nummer 1-hit in Nederland. Het nummer bevat ook een rap van TLC's Lisa 'Left Eye' Lopes.
Het nummer kwam op 8 april 2000 binnen in de Nederlandse Top 40 op nummer 20 en nam in de vierde week de nummer 1-positie en versloeg hiermee het Finse Bomfunk MC's, dat daarvoor vijf weken lang op nummer 1 stond met de hit Freestyler. Het nummer hield twee weken de toppositie, waarna deze werd ingenomen door Britney Spears met Oops!... I Did It Again. In totaal stond Never Be the Same Again 15 weken lang in de Top 40.
Never Be the Same Again was Melanie's best verkochte single in Europa.
| Nummer | 20 | 4 | 2 | 1 | 1 | 2 | 2 | 3 | 5 | 6 | 11 | 18 | 20 | 26 | 35 | uit |